# Truth Is
Truth Is è il secondo album in studio della cantante statunitense Sabrina Claudio, pubblicato nel 2019.

## Tracce
1. Take One to the Head – 3:46
2. Truth Is – 3:32
3. Rumors (featuring Zayn) – 3:46
4. Hurt People – 3:51
5. On My Shoulders – 3:37
6. Me in Her – 3:06
7. I Don't Mean To – 3:21
8. As Long as You're Asleep – 2:42
9. Problem with You – 3:35
10. Holding the Gun – 3:08
11. Truth Is (Spanish version) – 3:45